# Hodotermes
Hodotermes es un género de termitas  perteneciente a la familia Hodotermitidae que tiene las siguientes especies:

## Especies
- Hodotermes erithreensis
- Hodotermes mossambicus